# Abantiades magnificus
Abantiades magnificus là một loài bướm đêm thuộc họ Hepialidae. Nó được tìm thấy ở miền nam New South Wales và miền đông Victoria.
Sải cánh dài khoảng 12 cm.